# COVID-19 в Исландии
Распространение COVID-19 в Исландии является частью всеобщей пандемии коронавирусной инфекции COVID-19, вызванной возбудителем SARS-CoV-2). Первый случай заражения инфекцией был зафиксирован в феврале 2020 года, к 30 мая 2020 года число выявленных случаев составило 1806 человек, при этом 1794 человека выздоровели, а умерли всего 10 жителей Исландии. При численности населения Исландии в 366 130 человек (на 31 марта 2020 года), уровень заражения составил 1 на 203 жителя, что является одним из самых высоких показателей в мире, хотя это объясняется тем, что в Исландии на душу населения было проведено больше тестов на COVID-19, чем в любой другой стране; к ним относится скрининг населения в целом, проводимый исландской биотехнологической компанией deCODE genetics для определения наиболее точных показателей распространения вируса в распространения вируса в исландском обществе.
К 8 апреля 2020 года количество новых случаев заражения в Исландии достигло более 1600 человек, и к этому моменту количество выздоровевших стало превышать число новых случаев заражения, что позволило главному эпидемиологу Исландии сделать заявление о достижении пика эпидемии в Исландии. Все за время эпидемии госпитализация потребовалась 112 пациентам.

## Хронология

### Январь 2020
27 января 2020 года Департамент гражданской защиты Исландии объявил первые меры по противодействию разворачиваюющейся вспышке COVID-19 в Китае. 31 января началось целевое тестирование граждан Исландии, находящихся в группе повышенного риска.

### Февраль 2020
28 февраля 2020 года в Исландии был зафиксирован первый случай заражения COVID-19. Это был гражданин Исландии, который вернулся из горнолыжного путешествия на курорт Андало, расположенный на севере Италии, 22 февраля; однако у него первые симптомы проявились уже на родине, когда он находился на карантине в госпитале Ландспитали в Рейкьявике. Впоследствии Национальная комиссия Исландской полиции объявила этап оповещения.

### Март 2020
1 марта 2020 года были выявлены ещё два новых случая заражения, это были пятидесятилетний мужчина, вернувшийся 29 февраля из Вероны, а также вернувшаяся из Италии с пересадкой в Мюнхене пятидесятилетняя жительница Исландии.
2 марта было выявлено ещё 6 новых случаев заражения, всего число заражённых достигло 9 — 5 мужчин и 4 женщины. Все случаи заражения фиксировались в Рейкьявике и пригородах, из них пять — завозные из Италии. В ответ на это Управление здравоохранения Исландии определила Италию как зону риска заболевания, и для всех, кто прибывает в Исландию из Италии, был введён режим 14-дневного домашнего карантина. Девятый случай заражения был завезён жителем Исландии из Австрии, вернувшимся домой 1 марта., после этого Управление здравоохранения внесло австрийский город Ишгль в число территорий высокого риска. В ответ на это власти австрийской земли Тироль заявили, что исландцы не могли заразиться коронавирусом в Тироле и, скорее всего, заражение произошло перед посадкой на самолёт в мюнхенском аэропорту, однако органы здравоохранения Исландии сочли это маловероятным, так как симптомы у всех заражённых проявились очень скоро после полёта.
3 марта 2020 года в официальном пресс-релизе было объявлено о введении наказания до трёх месяцев лишения свободы за нарушение карантина, так как это теперь расценивается как злонамеренное заражение вирусом.
По состоянию на 5 марта около 400 человек находились на домашнем карантине в Исландии, и около 330 человек прошли тестирование на вирус, но случаев передачи внутри сообщества не было выявлено. Среди лиц, которые были проверены на вирус, 35 были подтверждены как инфицированные COVID-19, однако официальные власти предупредили, что эта цифра может возрасти после публикации дополнительных результатов тестирования.
К 6 марта в Исландии было уже 45 заражённых COVID-19, в том числе 4 первых случаи передачи инфекции внутри самой Исландии. Департамент гражданской защиты и управления чрезвычайными ситуациями Исландии объявил фазу бедствия гражданской защиты в течение нескольких минут после официального подтверждения передачи COVID-19 внутри страны.
7 марта 2020 года было подтверждено ещё 5 случаев: 3 внутри самой Исландии и 2 из ранее определённых областей высокого риска. Все семь подтверждённых случаев местной передачи находятся в Рейкьявике и его пригородах. Проведено 484 теста.
8 марта число заражённых достигло 58 человек, из них 10 заразились внутри самой Исландии. Три случая были завезены гражданами Исландии, вернувшимися на родину спецрейсом из Вероны. Все пассажиры этого рейса были гражданами Исландии, проводившими время в зоне высокого риска. В аэропорту Кеблавика были приняты меры по изоляции этих пассажиров по прибытии рейса.
9 марта 2020 года инфекция подтвердилась у двух пассажиров спецрейса из Вероны, протестированных 7 марта. Также были подтверждены три случая передачи вируса внутри Исландии, а двое новых заражённых случая были выявлены у граждан Исландии, вернувшихся с горнлолыжных курортов в Альпах. Общее число случаев заражения достигло 65. При этом к 8 марта ни одному из больных COVID-19 не требовалась госпитализация.
11 марта поступило сообщение о том, что у одного из пациентов с COVID-19 появились более серьёзные симптомы, и он был госпитализирован, став первым госпитализированным пациентом в Исландии. Также 11 марта 90 человек были диагностированы с COVID-19 и 700 находились на карантине.
13 марта на пресс-конференции было объявлено, что университеты и средние школы будут закрыты с 16 марта, когда будет введён запрет на публичные собрания в количестве более 100 человек.
15 марта поступило сообщение о том, что в Исландии три пациента с COVID-19 находятся в больнице, один — в отделении интенсивной терапии, а поликлиника в столице (в районе Мосфелсбер) закрыта после того, как у сотрудника был положительный результат теста на для COVID-19. Всего было подтверждено 171 случай заболевания, большинство из которых являются завозными с альпийских курортов. Главный эпидемиолог Исландии Рёфёльфур Гуднасон заявил, что половина всех людей в Исландии, у которых был обнаружен положительный результат на COVID-19, уже самоизолировалась на карантин (после возвращения из международного путешествия или после контакта с инфицированным человеком), предполагая, что меры по борьбе со вспышкой посредством карантина и изоляции в Исландии до сих пор были эффективными. An estimated 2500 persons are self-isolating, with the number rising daily.
17 марта в Исландии был зафиксирован первый случай смерти от COVID-19 — это был 36-летний гражданин Австралии, посещавший Исландию вместе со своей женой. Он обратился за медицинской помощью из-за серьёзного заболевания и умер вскоре после прибытия в клинику Хусавик. Изначально в ответ на это Бриньолфур Пор Гудмундссон заявил, что вероятной причиной смерти австралийца является именно COVID-19. Однако позже Порёльфур Гуднасон, руководитель национальной программы вакцинации Управления здравоохранения, в интервью общественному вещателю RUV, опроверг эту информацию.
23 марта от инфекции скончалась первая жительница Исландии. Ей было 70 лет, болезнь протекала у неё в течение недели.

### Апрель 2020
1 апреля в больнице Ландспитали скончались два пациента, мужчина и женщина в возрасте за 70 лет. Мужчина, 75 лет, был мужем женщины, которая скончалась 23 марта.
1 апреля в Исландии было выпущено мобильное приложение, которое позволяет отслеживать распространение коронавирусной инфекции в Исландии, оно доступно как для iOS, так и Android, к 3 апреля пользователи обеих операционных систем скачали его более 75 тысяч раз.
5 апреля скончались ещё двое жителей Исландии, в результате чего общее число смертей достигло шести. Одним из умерших был 67-летний Сигурдур Сверриссон, известный исландский игрок в бридж; другим был Гунштайн Свавар Сигурдссон, мужчина, проживающий в доме престарелых в Болунгарвике в регионе Вестфьордс в возрасте 82 лет. 5 апреля Исландия также зарегистрировала наибольшее количество активных случаев во время вспышки — 1096; с тех пор количество выздоровлений в день стало превышать число новых случаев заражения.
К 11 апреля в Исландии зафиксированы два индивидуальных случая смерти, общее число умерших от инфекции достигло 8 человек. Девятый пациент скончался 16 апреля в Ландспитали; десятым (и последним на данный момент случаем смерти) была женщина, которой было за 80, умершая в доме престарелых Берг (Болунгарвик, Вестфьордс) 19 апреля.

## Превентивные меры
В целом, стратегия исландских органов здравоохранения на пандемию была направлена на раннее выявление и отслеживание контактов, а также на меры социального дистанцирования, такие как запрет на проведение собраний более 20 человек. Являясь членом Шенгенской зоны, Исландия ограничивает ненужные поездки лиц, которые не являются гражданами стран ЕС, Соединенного Королевства, но не сделали других формальных ограничений против международных или внутренних поездок.[уточнить]
24 января Управление здравоохранения Исландии объявило о профилактических мерах по сдерживанию распространения SARS-CoV-2. Пассажиры, прибывающие в международный аэропорт Кеблавик с признаками респираторной инфекции, и лица без симптомов, которые были в Ухане в течение последних 14 дней, прошли медицинское обследование в аэропорту.
Со 2 марта работникам здравоохранения в Исландии было рекомендовано избегать поездок за рубеж и оставаться в стране.
По состоянию на 16 марта никаких официальных социальных дистанций, мер или ограничений или запретов на публичные собрания не действует. Однако организаторы отменили или отложили ряд предстоящих мероприятий, в том числе ежегодную конференцию Школы гуманитарных наук Исландского университета Хугвисиндагинг, которая должна была состояться 13 и 14 марта.
На пресс-конференции 13 марта было объявлено, что публичные собрания более 100 человек будут запрещены, а университеты и средние школы будут закрыты на четыре недели[уточнить]. Позже в тот же день было сделано заявление о том, что:
- паническая покупка продуктов впрок была ненужной;
- не было никакой нехватки еды или лекарств;[54]
- начальные школы и дошкольные учреждения не будут закрыты, хотя будут введены ограничения для максимального социального дистанцирования в школах;
- Все школы в районе Рейкьявика будут закрыты 16 марта.[55]

Управление здравоохранения и Департамент гражданской защиты и управления в чрезвычайных ситуациях открыли сайт covid.is; к концу мая 2020 года количество языков, на которых доступен сайт, достигло девяти (к изначальным исландскому и английскому языкам добавились арабский, испанский, фарси, курдский, литовский, польский и тайский).
16 марта сеть супермаркетов Samkaup объявила, что в 27 продуктовых магазинах по всей Исландии будут организованы специальные часы покупок для граждан групп риска, включая пожилых людей и людей с хроническими и основными заболеваниями. Начиная с 17 марта, в некоторых торговых точках в Нетто и Кьорбудине будет выделено время с 9 до 10 часов утра для тех покупателей, которые подвергаются наибольшему риску серьёзных осложнений.
По состоянию на 18 марта весь мир определён как зона высокого риска. Все поездки за границу не приветствуются, и жителям Исландии, которые в настоящее время находятся за границей, рекомендуется как можно скорее вернуться домой. Жители Исландии, прибывшие из-за границы, теперь попадут на карантин.
21 марта в Вестманнаэйяре был введен более строгий запрет на проведение публичных собраний. Собрания там с более чем 10 людьми теперь будут запрещены. Ещё более строгий запрет был объявлен в районе Хунапинг вестра, где всем жителям было приказано оставаться дома, за исключением покупки предметов первой необходимости.
С 00:00 24 марта вступил в силу общенациональный запрет на проведение публичных собраний численностью более 20 человек. Все бассейны, музеи, библиотеки и бары закрыты, как и любые предприятия, которым требуется расстояние менее 2 м (парикмахеры, татуировщики и т. д.).
Успешная борьба с первой волной COVID-19 позволила к концу мая почти полностью уничтожить наличие активных случаев инфекции в стране (в 20-х числах мая 2020 года оставалось не больше 1-4 выявленных активных случаев заражения). За весь период распространения COVID-19 в Исландии умерло наименьшее число жителей в Европе в абсолютных величинах. К началу июня 2020 года была отменена часть ограничений на проведение публичных собраний, что позволило провести празднование Дня независимости Исландии в усечённом формате (собраниями на открытом воздухе не больше 200 участников).
На весну 2021 года действует собственное приложение социального мониторинга контактов с заражёнными людьми, оно также доступно не только на основных европейских языках, но и на русском. Ограничена работа концертного зала «Харпа», однако при этом, вне зависимости от запретов или ограничений на число слушателей в зале, не запрещаются съёмки телеверсий различных концертных программ. В связи с тем, что новоназначенная на пост главного дирижёра Исландского симфонического оркестра Эва Олликайнен не смогла из-за карантина вовремя прибыть на рабочее место, первое время её обязанности исполнял композитор Даниэль Бьярнасон. Международное авиасообщение со странами Шенгенской зоны возобновлено в ограниченном формате летом 2020 года.

### Тестирование и карантин
Органы здравоохранения Исландии использовали добровольные домашние карантины для всех жителей, возвращающихся из определённых районов повышенного риска, и тестирование на вирусы в качестве основного средства предотвращения передачи инфекции в обществе. Представители органов здравоохранения Исландии проверили пропорционально большое количество прибывающих пассажиров из районов повышенного риска на наличие COVID-19 в надежде, что раннее выявление инфекций предотвратит их распространение.
Раннее беспокойство среди исландских жителей, помещенных в карантин на дому, было компенсировано правом работников на оплачиваемый отпуск во время карантина; 5 марта было объявлено, что вспышка COVID-19, вероятно, приведет к изменениям в законодательстве в течение следующих недель.
Людям с симптомами COVID-19 было предложено избегать медицинских центров и больниц, не звоня заранее, чтобы не подвергать уязвимых лиц вирусу. Для лиц с лёгкими симптомами заболевания рекомендовано звонить на горячую линию по номеру 1700 (+354 544 4113 для иностранных номеров) для получения дальнейшего руководства.
Официальные помещения для карантина для здоровых людей, которые не могут пройти домашний карантин (например, иностранные граждане), были созданы в местной гостинице в Рейкьявике. Исландский Красный Крест поможет тем, кто нуждается в помощи, приобрести предметы первой необходимости во время карантина и изоляции. Любой человек, находящийся на карантине или в изоляции в Исландии, может связаться со службой доверия Красного Креста по номеру 1717 (+354 580 1710 для иностранных номеров), которая открыта круглосуточно.
Первоначально тестирование COVID-19 для жителей Исландии в карантине проводилось в основном в их собственных домах. В связи с большим объёмом необходимых испытаний было принято решение использовать мобильные устройства, припаркованные возле медицинских клиник; лица, не испытывающие серьёзных симптомов и нуждающиеся в тестировании, должны связаться с властями, чтобы забронировать время и место.
Нехватка тестов сократила объём испытаний COVID-19 в Исландии, затрудняя контроль и отслеживание. 22 марта было объявлено, что порядка 5000 тампонов, которые должны прибыть на следующей неделе, были сокращены в кратчайшие сроки на 3000 человек. 26 марта 2020 года власти Исландии объявили об обнаружении дополнительных 6000 тампонов для тестов на складе.

## Статистика[1]
| Места заражения жителей Исландии COVID-19 (на 28 мая 2020) | Места заражения жителей Исландии COVID-19 (на 28 мая 2020) | Места заражения жителей Исландии COVID-19 (на 28 мая 2020) |
| ---------------------------------------------------------- | ---------------------------------------------------------- | ---------------------------------------------------------- |
| Ввозные из-за границы                                      | Италия                                                     | 42                                                         |
| Ввозные из-за границы                                      | Австрия                                                    | 39                                                         |
| Ввозные из-за границы                                      | Швейцария                                                  | 9                                                          |
| Ввозные из-за границы                                      | США                                                        | 6                                                          |
| Ввозные из-за границы                                      | Великобритания                                             | 2                                                          |
| Ввозные из-за границы                                      | Дания                                                      | 1                                                          |
| Ввозные из-за границы                                      | Неидентифицированные (Азия)                                | 1                                                          |
| Ввозные из-за границы                                      | Другие                                                     | 243                                                        |
| Ввозные из-за границы                                      | Всего завозных                                             | 343                                                        |
| Внутриисландских                                           | Внутриисландских                                           | 1,460                                                      |
| Активных случаев                                           | Активных случаев                                           | 4                                                          |
| Всего                                                      | Всего                                                      | 1,807                                                      |